# Pilau
Pilau (en árabe: بيل‎) es una isleta rocosa al norte de Túnez, administrativamente depende de la Gobernación de Bizerta. 
Se encuentra al noroeste del Cabo Sidi Ali El Mekki y a 1,6 km al norte de la costa de Raf Raf. Alcanzando un máximo de 116 metros, presenta una cima cónica. 
Pilau viene del maltés "Pulau" que significa "isla". Posee un largo de 500 m y un ancho de 240 m. Se encuentra deshabitada.